# 柳泽明希
栁澤明希（日语：／ Yanagisawa Akane，1998年10月8日—），日本女子花样游泳运动员，2022年世界游泳锦标赛自由组合和团体技术自选银牌得主、团体自由自选铜牌得主、2023年世界游泳锦标赛团体技巧自选铜牌得主。

## 外部鏈接
- JOC東京奧運代表名單 - 栁澤明希 （页面存档备份，存于）
- 柳泽明希在FINA（英语）
- 柳泽明希在Olympics.com（英语）
- 柳泽明希在Olympedia（英语）